# Генри де Монфор
Генри де Монфор (англ. Henry de Montfort; около 26 ноября 1238 — 4 августа 1265) — английский аристократ, старший сын Симона де Монфора, 6-го графа Лестера, и английской принцессы Элеоноры Плантагенет, активный участник Второй баронской войны 1264—1265 годов. После победы над королём Генрихом III в битве при Льюисе Симон де Монфор стал фактическим правителем Англии, назначив Генри констеблем Дуврского замка и смотрителем Пяти портов. На этой должности тот мог эффективно контролировать наложенное эмбарго на торговлю шерсти, которое он использовал для собственного обогащения. Благодаря этому его прозвали «торговец шерстью».
Во многом из-за растущей враждебности английских баронов к братьям Генри и Симону Младшему де Монфорам их отец в итоге потерпел поражение в Гражданской войне. Генри погиб вместе с отцом в битве при Ившеме.

## Происхождение
Генри происходил из французского рода Монфор-л’Амори. Его предки владели французской сеньорией с центром в Монфор-л’Амори в Иль-де-Франсе, а также нормандским графством Эврё. По своим владениям они были вассалами как французских, так и английских королей. Один из представителей рода, Симон (IV) де Монфор, женился на наследнице Роберта де Бомона, 3-го графа Лестера, благодаря чему его сын, Симон IV де Монфор, оказался после смерти в 1204 году деда одним из двух наследников обширных владений Бомонов в Англии.
Симон IV де Монфор в 1208 году возглавил Альбигойский крестовый поход, стремясь завоевать себе владения в Южной Франции. Он погиб в 1218 году, оставив несколько сыновей. Судя по источникам, Симон из-за англо-французской войны так и не успел вступить во владение английским наследством. Однако его права на владения Бомонов остались в силе, перейдя к его старшему сыну Амори VI, а тот не позже 1230 года передал их младшему брату Симону (V) де Монфору, который в итоге в 1230 году отправился в Англию, предъявив права на владения и титул графа Лестера. В итоге в 1231 году он получил половину владений Бомонов и постепенно стал важной фигурой при английском дворе. В 1238 году Симон тайно женился на английской принцессе Элеоноре, дочери короля Иоанна Безземельного, сестре короля Генриха III. Для неё это был второй брак: первый муж, Уильям Маршал, 2-й граф Пембрук, умер в 1231 году, не оставив наследников. Этот брак вызвал большой скандал, поскольку Элеонора после смерти первого мужа дала обет безбрачия. Но Симон де Монфор съездил в Рим и добился у папы разрешения на брак. А в 1239 году ему был официально присвоен титул графа Лестера.
Генри был старшим из сыновей, родившихся в этом браке. Кроме того, в нём родилось ещё четверо сыновей, Симон Младший, Амори, Ричард и Ги, а также дочь Элеонора.

## Биография
Генри родился около 26 ноября 1238 года в замке Кенилуэрт. Он был другом детства будущего короля Англии Эдуарда I, который приходился ему двоюродным братом. Одним из мест, где Генри воспитывался, был дом Роберта Гроссетеста, епископа Линкольна.
В июне 1252 года Генри сопровождал отца в экспедицию в Гасконь. В августе или сентябре 1256 года он вновь ездил во Францию, вероятно, чтобы встретиться с отцом. Когда Лузиньяны, единоутробные братья короля Генриха III, были изгнаны из Англии в июне 1258 года, Генри тайно последовал за ними в Булонь, где стал подстрекать друзей своего отца напасть на них. 1 сентября 1259 года он вновь был во Франции вместе с отцом, где собственноручно написал завещание отца. Когда Симон де Монфор приобрёл в Юго-Западной Франции графство Бигорр, оно, вероятно, предназначалось в качестве владения для старшего сына.
13 октября 1260 года принц Эдуард, наследник Генриха III, посвятил в рыцари Генри и его младшего брата Симона, после чего они в его компании отправились на турнир во Франции.
Во время июньских беспорядков 1263 года Генри вместе с младшим братом Симоном принимали участие в опустошении владений архиепископа Кентерберийского Бонифация Савойского в Кенте. В январе 1264 года он был одним из посланников английских баронов, отправленных в Амьен к королю Франции Людовику IX. Когда в результате арбитража были отклонены Оксфордские провизии, это решение было враждебно встречено в Англии и привело к Гражданской войне между баронами и королём.
В феврале 1264 года Генри командовал отрядом, отправленным Симоном де Монфором для атаки владений его врагов из числа лордов Валлийской марки на границе с Уэльсом. 28 февраля он захватил и разграбил Вустер, а затем захватил Глостер. Но при приближении армии принца Эдуарда заключил с ним перемирие и удалился в Кенилуэрт. Симон де Монфор сильно гневался, узнав, что его сын позволил уйти наследнику Генриха III. В битве при Льюисе, состоявшейся 14 марта 1264 года, Генри вместе с братьями были одними из лидеров главного отряда отца.
После победы над Генрихом III Симон де Монфор стал фактическим правителем Англии. 28 мая он назначил старшего сына констеблем Дуврского замка и смотрителем Пяти портов, а также камергером Сануиджа. До 23 июля Генри также был исчитором земель к югу от Трента. Тот факт, что он командовал важными портами в Ла-Манше, позволил ему обеспечить соблюдение введённого новым правительством эмбарго на торговлю шерстью, которое им использовалось для получения личной выгоды. Из-за этого Генри прозвали «торговцем шерстью».
В январе 1265 года Генри был в Честере — части владений принца Эдуарда, присвоенных Симоном де Монфором, вероятно, для старшего сына. 
4 августа 1265 года состоялась битва при Ившеме, в которой армия сторонников короля, которой командовали принц Эдуард и граф Глостер, встретилась с армией Симона де Монфора. Увидев армию принца, занявшую позицию, друзья предложили графу Лестеру бежать; для этого сын Генри предложил отцу выступить против врага в одиночку, чтобы дать тому уйти. Однако тот отказался это сделать и решил сражаться. Он построил своих людей в плотное кольцо. Армия Эдуарда почти сразу же окружила их. Валлийские пехотинцы Монфора, которые были плохо вооружены, сразу же сдались, некоторым удалось бежать. Генри,который сражался вместе с отцом, был убит одним из первых. Симон де Монфор, под которым убили лошадь, узнав о гибели сына, закричал: «Тогда настало и моё время умереть», после чего яростно набросился на противника. Однако силы были неравными, и его убил один из солдат, подкравшийся сзади. Другой сын Симона, также сражавшийся в этой битве, был ранен и попал в плен. 
Тело Генри было похоронено вместе с телом отца в рядом расположенном Ившемском аббатстве.
Как и его брат Симон Младший, Генри де Монфор был очень близок к отцу. Он участвовал во многих его мероприятиях 1264—1265 годов, извлекая выгоду из того, что тот распоряжался ресурсами королевства. Генри, как и отец, обладал склонностью к насилию и стяжательству, но, в отличие от Симона де Монфора, они не компенсировались другими качествами. Во многом из-за растущей враждебности английских баронов к братьям Монфорам их отец в итоге потерпел поражение в Гражданской войне.
Генри не был женат и не имел детей.